# Demi Moore

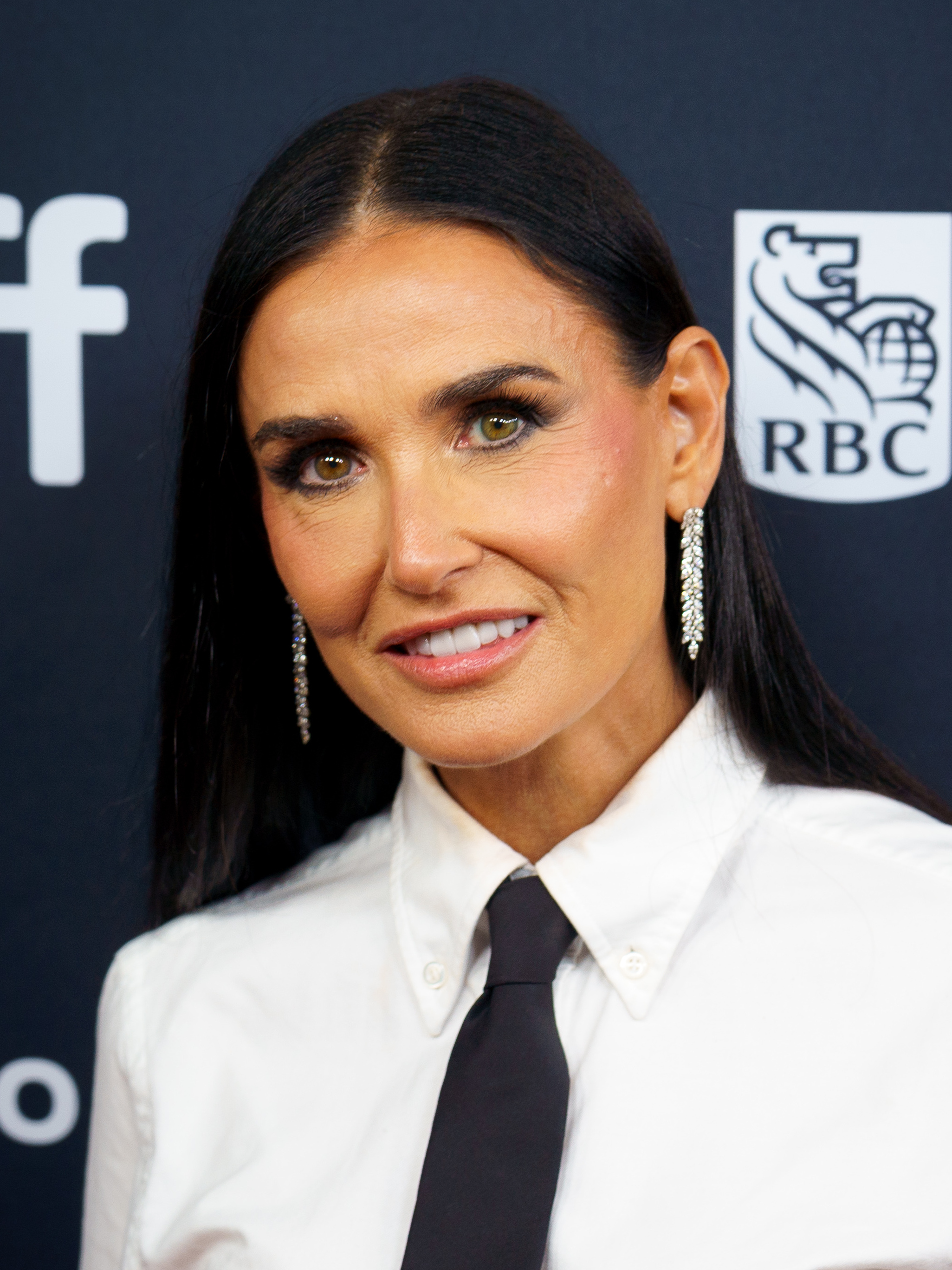
Demi Moore, 2024

Demi Gene Moore geb. Guynes (* 11. November 1962 in Roswell, New Mexico) ist eine US-amerikanische Schauspielerin.

## Biografie

### Kindheit und Jugend
Demi Moore wurde in Roswell, New Mexico, geboren. Sie stammt aus zerrütteten familiären Verhältnissen. Vor ihrer Geburt verließ ihr leiblicher Vater, Charles Harmon, ihre Mutter Virginia (geb. King) nach einer zweimonatigen Ehe. Als Demi Moore drei Monate alt war, heiratete ihre Mutter den Anzeigenverkäufer Dan Guynes. Aufgrund seiner oft wechselnden Arbeitsplätze zog die Familie häufig um. Moore sah Guynes als ihren richtigen Vater an. Aufgewachsen ist sie überwiegend im Südwesten Pennsylvanias. Im Oktober 1980 beging Dan Guynes im Alter von 37 Jahren Suizid, zwei Jahre nach der Scheidung von ihrer Mutter. Ihre Mutter Virginia Guynes wurde oft verhaftet, darunter wegen Brandstiftung und Trunkenheit am Steuer. Moore brach im Jahr 1990 den Kontakt zu ihr ab, versöhnte sich aber später wieder mit ihr, kurze Zeit bevor Virginia Guynes im Juli 1998 im Alter von 54 Jahren an Krebs starb.
Moore hat einen Halbbruder mütterlicherseits und zwei Halbbrüder väterlicherseits: Charles Harmon Jr. und James Craig Harmon (* 1974). Letzterer wurde im Jahr 2006 aufgrund schwerer Körperverletzung zu zehn Jahren Gefängnis verurteilt. Zudem hat Moore eine Halbschwester väterlicherseits namens Charlotte Harmon Eggar, die im Jahr 2012 aussagte, sie habe Moore seit 30 Jahren nicht gesehen.
Demi Moore schielte während ihrer Kindheit, was schließlich durch zwei Operationen korrigiert werden konnte. Sie litt auch unter Nierenfunktionsstörungen. Im Alter von 15 Jahren zog Moore nach West Hollywood, Kalifornien, wo ihre Mutter für eine Magazin-Vertriebsgesellschaft tätig war. Sie besuchte die Fairfax Highschool und sagte darüber: „Ich zog aus meinem Familienhaus aus, als ich 16 Jahre alt war, und verließ die High School in meinem ersten Jahr.“ (also in der neunten Klasse). Sie arbeitete bei einem Inkassobüro und hatte einen Auftrag als Pin-up-Girl in Europa.

### Schauspielkarriere
Demi Moore spielte zunächst Gastrollen in verschiedenen Fernsehserien, darunter ab 1981 in General Hospital und Geschichten aus der Gruft. Einen ersten Kinoerfolg feierte sie 1983 in Schuld daran ist Rio. Als Mitglied des Brat Packs spielte sie 1985 in St. Elmo’s Fire eine Drogenabhängige. Als sie unter Drogeneinfluss am Set erschien, drohte ihr Regisseur Joel Schumacher mit Kündigung. Sie machte einen Drogenentzug und konnte den Film zu Ende drehen.
Für ihre Rolle in Ghost erhielt die Schauspielerin eine Golden-Globe-Nominierung. Sie gehörte während dieser Zeit zu den gefragtesten Schauspielerinnen und war die erste Frau, die für einen Film eine 10-Millionen-Dollar-Gage erhielt. Ihre anfänglichen Erfolge an der Seite von Patrick Swayze, Tom Cruise, Robert Redford oder Michael Douglas konnte sie mit ihren folgenden Projekten wie Striptease nicht wiederholen.
Neben unterschiedlichen Kinorollen spielt sie auch am Theater und betätigt sich als Filmproduzentin in ihrer Firma „Moving Pictures“. Mit ihrem Auftritt in 3 Engel für Charlie – Volle Power schaffte sie 2003 ein Comeback. Ende 2008 sagte Demi Moore, dass es wegen ihres jugendlichen Aussehens schwierig geworden sei, Rollenangebote zu bekommen, und dass dies zu einem Karrieretief geführt habe.
Für ihre Darstellung einer alternden Schauspielerin im Body-Horrorfilm The Substance (2024) erhielt sie erneute Anerkennung der Kritiker und gewann dafür den Golden Globe Award als beste Hauptdarstellerin (Musical oder Komödie) sowie eine Oscar-Nominierung.

### Privatleben
Im August 1979, drei Monate vor ihrem 17. Geburtstag, lernte sie den Musiker Freddy Moore kennen, der zu dieser Zeit mit einer anderen Frau verheiratet war. Im Februar 1980, sechs Monate nach ihrer ersten Begegnung, heiratete das Paar und zog in eine Wohnung in West Hollywood. Im September 1984 reichte sie die Scheidung ein, die am 7. August 1985 rechtskräftig wurde. Sie erhält bis heute Tantiemen einiger Lieder, die sie damals mitverfasst hatte.
Nach ihrer Scheidung von Freddy Moore war sie mit dem Schauspieler Emilio Estevez liiert. Das Paar wollte im Dezember 1986 heiraten, löste allerdings kurze Zeit später die Verlobung.
Am 21. November 1987 heiratete sie den Schauspieler Bruce Willis. Sie erklärte auf ihrer Heiratsurkunde, dass dies ihre erste Ehe war; „Ich tat es nur, weil ich dachte, die Ehe würde länger dauern, wenn ich es angebe.“ Das Paar hat drei gemeinsame Töchter: Rumer Glenn (* 16. August 1988), Scout LaRue (* 20. Juli 1991) und Tallulah Belle (* 3. Februar 1994). Am 24. Juni 1998 trennten sich Moore und Willis, sie reichten die Scheidung allerdings erst am 18. Oktober 2000 ein, bereits tags darauf war sie rechtskräftig.
Die Kinder von Moore und Willis stehen seit 1995 selbst vor der Kamera, zunächst nur in Filmen, in denen ein Elternteil mitspielte. Scout und Tallulah erschienen erstmals in dem Film Der scharlachrote Buchstabe in Rückblenden als jüngere Pearl und als Baby-Pearl mit ihrer Mutter in der Hauptrolle. Tochter Rumer spielte in Now and Then – Damals und heute erstmals mit, sie wird im Abspann aber als „Willa Glen“ aufgeführt. In Striptease übernahm Rumer die Rolle der Tochter.
Von 1999 bis 2002 war Moore mit dem Kampfkunstlehrer Oliver Whitcomb liiert.

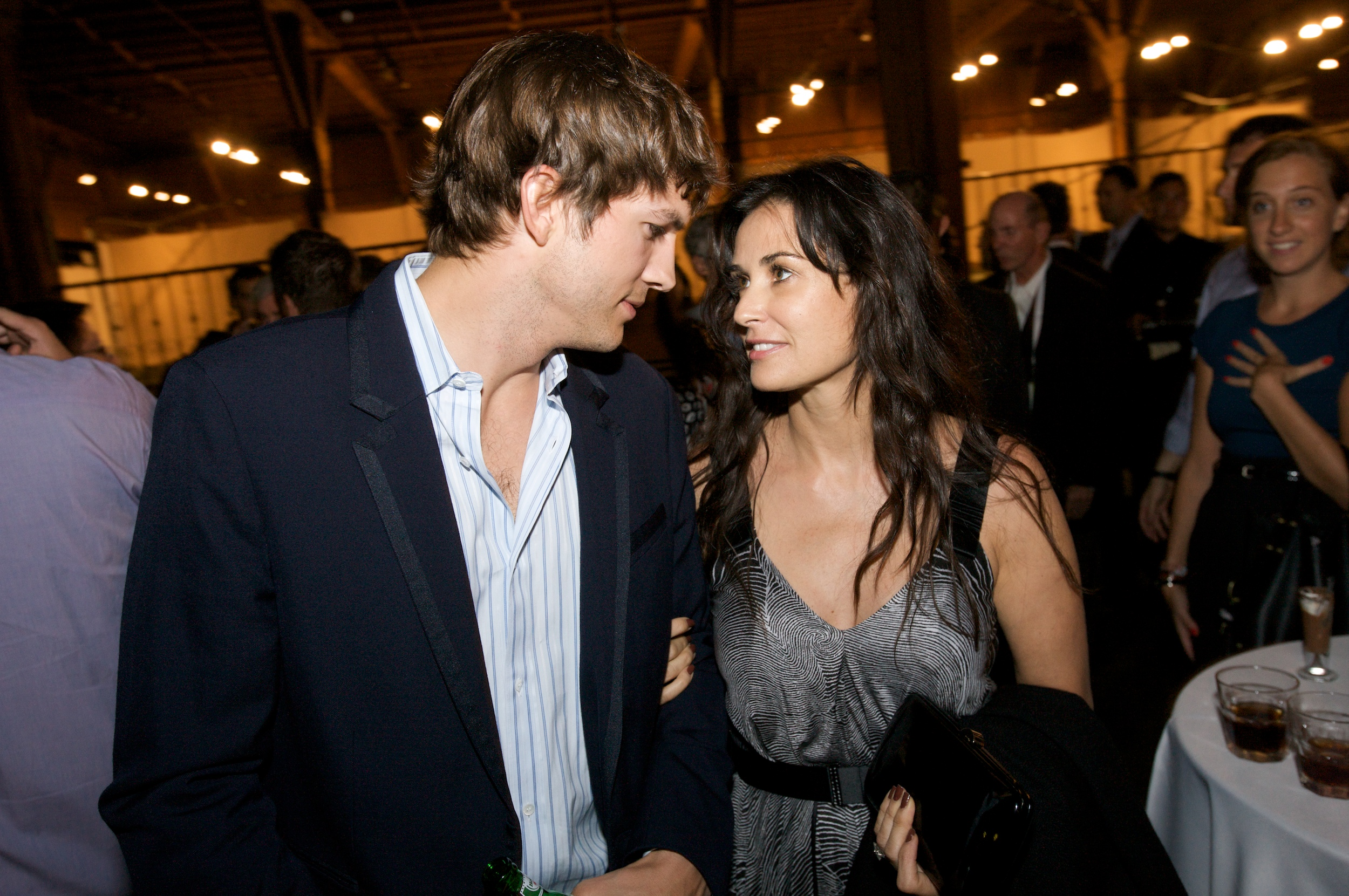
Demi Moore und Ashton Kutcher, September 2008

Im Jahr 2003 kam sie mit dem 16 Jahre jüngeren Ashton Kutcher zusammen. Sie heirateten am 24. September 2005. Das Paar lebte mit Moores Töchtern in Hailey, Idaho. Die Hochzeit fand mit 150 Gästen im engeren Familienkreis statt, unter ihnen auch Bruce Willis. Mitte November 2011 gab Moore die Trennung bekannt; Berichte über einen Seitensprung Kutchers waren vorangegangen. Im März 2013 reichte sie die Scheidung ein.
Im Januar 2012 wurde bekannt, dass Demi Moore mit Suchtproblemen kämpfte. Sie wurde mit einem Krampfanfall zur Notbehandlung ins Krankenhaus eingeliefert und dann später in einer Entzugsklinik behandelt. Abhängig war sie unter anderem von dem verschreibungspflichtigen Arzneimittel Adderall, einem Amphetamin-Präparat.
Von Anfang 2022 bis Mitte November 2022 war Demi Moore mit dem Schweizer Sternekoch Daniel Humm liiert.

## Filmografie

### Als Schauspielerin
- 1981: Choices
- 1982: Küß’ mich, Doc! (Young Doctors in Love)
- 1982: Der Killerparasit (Parasite)
- 1983: Schuld daran ist Rio (Blame It on Rio)
- 1984: Eine starke Nummer (No Small Affair)
- 1985: St. Elmo’s Fire – Die Leidenschaft brennt tief
- 1986: Wisdom – Dynamit und kühles Blut (Wisdom)
- 1986: Ein ganz verrückter Sommer (One Crazy Summer)
- 1986: Nochmal so wie letzte Nacht (About Last Night …)
- 1988: Das siebte Zeichen (The Seventh Sign)
- 1989: Wir sind keine Engel (We’re No Angels)
- 1990: Geschichten aus der Gruft (Tales from the Crypt, Fernsehserie, Folge Eine dicke Erbschaft)
- 1990: Ghost – Nachricht von Sam (Ghost)
- 1991: Valkenvania – Die wunderbare Welt des Wahnsinns (Nothing But Trouble)
- 1991: Tödliche Gedanken (Mortal Thoughts)
- 1991: Der Mann ihrer Träume (The Butcher’s Wife)
- 1992: Eine Frage der Ehre (A Few Good Men)
- 1993: Ein unmoralisches Angebot (Indecent Proposal)
- 1994: Enthüllung (Disclosure)
- 1995: Der scharlachrote Buchstabe (The Scarlet Letter)
- 1995: Now and Then – Damals und heute (Now and Then)
- 1996: Nicht schuldig (The Juror)
- 1996: Striptease
- 1996: Haus der stummen Schreie (If These Walls Could Talk)
- 1996: Der Glöckner von Notre Dame (The Hunchback of Notre Dame, Stimme)
- 1997: Harry außer sich (Deconstructing Harry)
- 1997: Die Akte Jane (G.I. Jane)
- 1997: Ellen (Fernsehserie, Folge 4x23 Das Outing Teil 2)
- 2000: Tiefe der Sehnsucht (Passion of Mind)
- 2003: 3 Engel für Charlie – Volle Power (Charlie’s Angels: Full Throttle)
- 2006: Half Light
- 2006: Bobby
- 2007: Mr. Brooks – Der Mörder in Dir (Mr. Brooks)
- 2007: Flawless
- 2009: Happy Tears
- 2009: Familie Jones – Zu perfekt, um wahr zu sein (The Joneses)
- 2010: Bunraku
- 2011: Another Happy Day
- 2011: Der große Crash – Margin Call
- 2012: LOL
- 2013: Very Good Girls
- 2015: Forsaken
- 2016: Wild Oats
- 2017–2018: Empire (Fernsehserie, 7 Folgen)
- 2017: Girls’ Night Out (Rough Night)
- 2017: Love is Blind – Auf den zweiten Blick (Blind)
- 2018: Love Sonia
- 2018: Animals. (Fernsehserie, 5 Folgen)
- 2019: Corporate Animals
- 2020: Brave New World (Fernsehserie, 3 Folgen)
- 2020: Songbird
- 2022: Please Baby Please
- 2022: Massive Talent (The Unbearable Weight of Massive Talent)
- 2024: Feud (Fernsehserie)
- 2024: The Substance
- 2024–2025: Landman (Fernsehserie, 10 Folgen)

### Als Produzentin
- 1995: Now and Then – Damals und heute (Now and Then)
- 1996: Haus der stummen Schreie (If These Walls Could Talk)
- 1997: Austin Powers – Das Schärfste, was Ihre Majestät zu bieten hat (Austin Powers: International Man of Mystery)
- 1997: Die Akte Jane (G.I. Jane)
- 1999: Austin Powers – Spion in geheimer Missionarsstellung (Austin Powers: The Spy Who Shagged Me)
- 2002: Austin Powers in Goldständer (Austin Powers in Goldmember)
- 2002: Slugger
- 2012: The Conversation (Fernsehserie, 8 Folgen)
- 2024: Landman (Fernsehserie, 10 Folgen)

### Als Regisseurin
- 2008: Streak (Kurzfilm)
- 2011: Five (Fernsehfilm, Episode Charlotte)

## Auszeichnungen

### Oscar
- 2025: Nominiert als beste Hauptdarstellerin in The Substance

### Golden Globe Award
- 1991: Nominiert als beste Hauptdarstellerin – Komödie oder Musical in Ghost – Nachricht von Sam
- 1997: Nominiert als beste Hauptdarstellerin – Mini-Serie oder TV-Film in Haus der stummen Schreie
- 2025: Beste Hauptdarstellerin – Komödie oder Musical in The Substance

### British Academy Film Award
- 2025: Nominiert als beste Hauptdarstellerin für The Substance

### Emmy Award
- 1997: Nominiert für den besten Fernsehfilm für Haus der stummen Schreie

### Screen Actors Guild Award
- 2007: Nominiert für das beste Schauspielensemble für Bobby
- 2025: Beste Hauptdarstellerin für The Substance

### Goldene Himbeere
- 1992: Nominiert als schlechteste Schauspielerin in Der Mann ihrer Träume und Valkenvania – Die wunderbare Welt des Wahnsinns
- 1994: Nominiert als schlechteste Schauspielerin in Ein unmoralisches Angebot
- 1996: Nominiert als schlechteste Schauspielerin in Der scharlachrote Buchstabe
- 1997: Schlechteste Schauspielerin in Striptease und Nicht schuldig
- 1998: Schlechteste Schauspielerin in Die Akte Jane
- 2001: Nominiert als schlechteste Schauspielerin in Tiefe der Sehnsucht
- 2004: Schlechteste Nebendarstellerin in 3 Engel für Charlie – Volle Power
- 2025: Nominierung Himbeeren-Erlöser-Preis in The Substance

## Sonstiges
- Moore ist Veganerin[23] und Miteigentümerin der Restaurantkette Planet Hollywood.
- Die Schauspielerin verhandelt angeblich sehr hart um ihre Gagen; das brachte ihr den Spitznamen Gimme Moore (englische Verballhornung für „gib mir mehr“) ein.
- Das Titelbild der Zeitschrift Vanity Fair mit der im siebten Monat schwangeren Demi Moore, fotografiert von Annie Leibovitz,[24] machte 1991 weltweit Schlagzeilen. Moores nächstes Titelbild für die Ausgabe August 1992, auf dem sie nackt mit einem aufgemalten Herrenanzug abgelichtet war, erhielt deutlich weniger Aufmerksamkeit.